# Winterhimmel

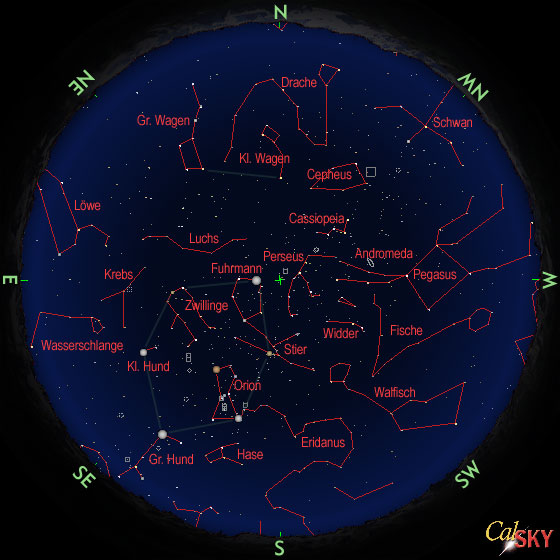
Sternenhimmel im Winter für Deutschland Ende Dezember um 22 Uhr MEZ oder Ende Januar um 20 Uhr MEZ

Winterhimmel Mitte Januar um etwa 23 Uhr im Münsterland (ca. 51,9° N) mit Blick nach Süden – über dem angestrahlten Baum ist das Sternbild Orion zu sehen, in Bildmitte Sirius über dem lichtverschmutzten Horizont.

Winterhimmel wird jener Teil des Sternenhimmels genannt, der an klaren Winter-Abenden zu sehen ist. Dieser Himmelsanblick zeigt in Mitteleuropa 17 der 30 hellsten Sterne des gesamten Himmels und hängt ab
- von der geografischen Breite des Standorts,
- ferner vom Datum der Beobachtung
- und von der mittleren Ortszeit.

Vom gleichen Beobachtungsort aus sehen wir 1 Monat später denselben Himmelsausschnitt um 2 Stunden früher, mit jedem Tag um knapp 4 Minuten früher. Denn die Erde rotiert in 23h 56m 04s (einem Sterntag), während sich unser 24-Stunden-Tag auf die Stellung zur Sonne bezieht.
Für Deutschland wird meist eine mittlere Breite von 50° angenommen sowie eine Länge von 9° oder 10° (bei Frankfurt bzw. Würzburg). Fast alle am Markt erhältlichen drehbaren Sternkarten sind für 50°/ 10° berechnet, was etwa dem Mittel des deutschen Sprachraums entspricht. Für Österreich wären durchschnittlich 47,5° / 14° anzusetzen, für die Schweiz 47° / 8°.
Das Bild rechts oben zeigt den Sternenhimmel, wie er Mitte Januar um 21 Uhr MEZ zu sehen ist (Mitte Februar um 19 Uhr MEZ, Mitte Dezember um 23 Uhr MEZ). Die zirkumpolaren Sternbilder um den nördlichen Himmelspol sind das ganze Jahr über zu sehen. Außerhalb dieses Umkreises überschneidet sich der Winterhimmel mit dem Sommerhimmel kaum, bietet aber einige dem Herbsthimmel bzw. dem Frühlingshimmel ähnliche Aspekte.

## Konstellationen und Sternbilder

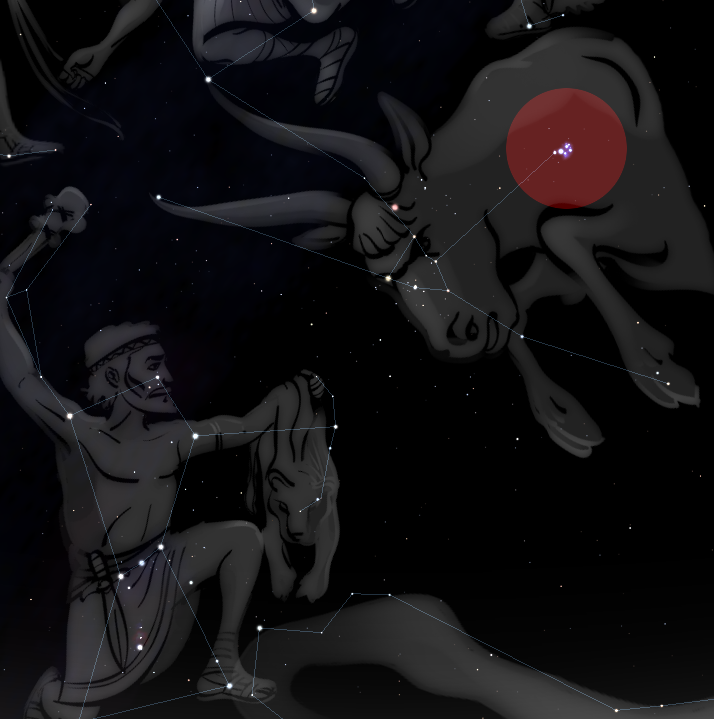
Mit Phantasiefiguren hinterlegte Darstellung von Sternzügen in den Sternbildern Orion – mit Oriongürtel – und Stier. Dessen „Kopf“ bilden Aldebaran und die Hyaden. Zwischen diesen und den Plejaden (in rotem Kreis) verläuft die Ekliptik, nahe der hier außerdem der rötliche Mars gezeigt ist (im „Stirnhaar“ des Stiers).

Hauptsterne des Sternbilds Orion: Oben die hellen „Schultersterne“ Beteigeuze links und Bellatrix rechts, in der Mitte die auffälligen drei Gürtelsterne – etwas darunter der Orionnebel mit dem Trapez – und unten die „Fußsterne“ Rigel rechts und Saiph links

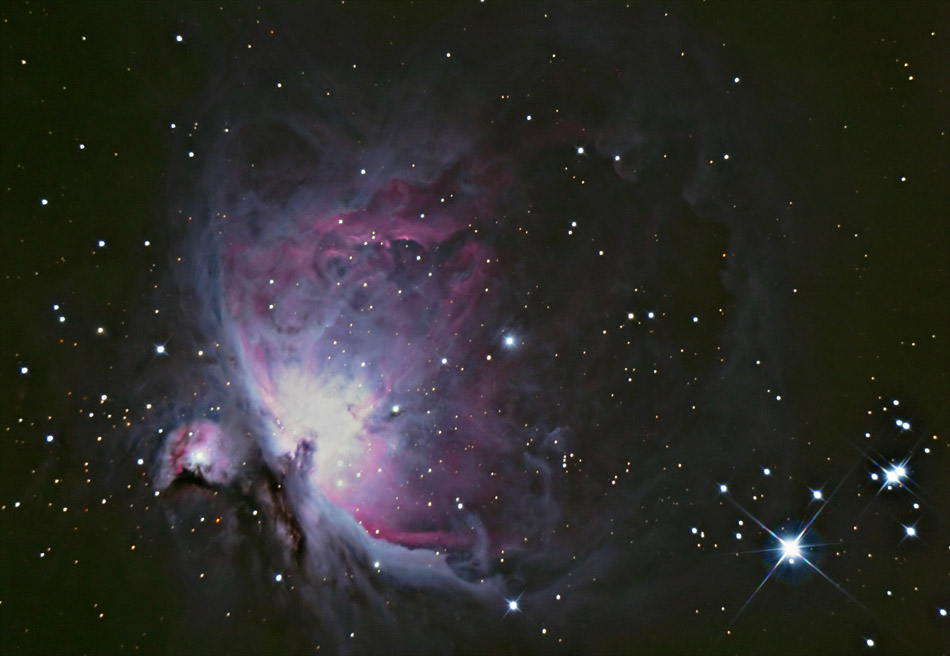
Aufnahme des Orionnebels mit einem 25-cm-Spiegelfernrohr

Die charakteristische Konstellation des Winterhimmels ist das Wintersechseck aus 6 Sternen 1. Größe, wozu die hellsten Sterne des Orion und seiner zwei Hunde, der Zwillinge, des Fuhrmanns und des Stiers gehören. Dieser Bereich des Himmels ist im Winter in der ersten Nachthälfte zu sehen, im Juni steht hingegen die Sonne dort. Die 3 auffälligen Sterne des Oriongürtels weisen nach links weiter auf den hellsten Stern am gesamten Nachthimmel, Sirius, nur etwa 8,7 Lichtjahre entfernt im Sternbild Großer Hund. Sirius A ist ein Stern der Hauptreihe wie unser Tagesgestirn, doch etwa doppelt so groß und heiß von 25-facher Leuchtkraft. Sein lichtschwacher kleiner Begleiter Sirius B ist hingegen ein Weißer Zwerg und mit bloßem Auge nicht zu sehen. Der orange-rote hellste Stern im Orion, Beteigeuze „linker Hand“ über dem Gürtel, hat fast 1000-fachen Sonnenradius und ist ein Roter Riese in 310 Lichtjahren Distanz.
Hoch im Westen ist noch die Fünfsternreihe (Perseus-Andromeda-Pegasus) zu sehen, die in den vergangenen Monaten den Herbsthimmel geprägt hat. Sie reicht vom Zenit bis fast zum Horizont und steht in Mitteleuropa fast senkrecht ¹). Das Sternbild Großer Bär kommt erst langsam im Nordosten empor und zeigt mit der Deichsel nach unten. Rechts davon finden sich Löwe und Krebs. Als Gegenstück zum Großen Bär ist links vom Polarstern das helle W der Kassiopeia zu sehen.
Hoch über unseren Köpfen steht das himmlische Ebenbild des Perseus, der in der griechisch-äthiopischen Mythologie zu Andromeda und Cassiopeia gehört. Hoch im Südwesten steht auch der Stier mit den hellen Sternhaufen der Hyaden und der Plejaden.
¹) Anm.: Dass die Fünfsternreihe im Herbst (am Osthimmel) schräg steht und nun (hoch am Westhimmel) fast senkrecht, hängt mit dem parallaktischen Winkel zusammen. Ähnliches ist innerhalb einiger Monate am Oriongürtel zu beobachten, der beim Aufgang steil zum Horizont steht, beim Untergang aber fast waagrecht.

## Beliebte Beobachtungsobjekte für Feldstecher und lichtstarke Kameras
Der Winterhimmel ist nicht nur für die freiäugige Beobachtung besonders prächtig, sondern durch seine vielen Sternhaufen und Nebel auch für Besitzer lichtstarker Ferngläser und für das Hobby der Astrofotografie. Schon für Standardgläser (8×30, 7×50) oder für Kameras mit kleinem Teleobjektiv bieten sich die Sternbilder Perseus und Orion mit ihren hellen Nebeln an, ferner der Andromedanebel und die großen Sternhaufen der Plejaden und Hyaden (beide im Stier) sowie ab Februar die Praesepe („Krippe“, M44) im Krebs.
Mit größerer Erfahrung und ab etwa 10 Minuten Belichtungszeit kommen zahlreiche Nebel rund um den Orion in Reichweite (z. B. Pferdekopfnebel, Barnards Loop, Rosettennebel), einige Objekte in den Zwillingen und das Milchstraßen-Band von dort bis zur Kassiopeia.
Letzteres ist auch ein prächtiger Anblick im Feldstecher, ebenso wie die 3 erwähnten Sternhaufen, der Orionnebel (M42), der Doppelsternhaufen h/χ Persei und der Andromedanebel M31. Auch helle veränderliche Sterne sind gut zu beobachten, u. a. Algol (dessen zwei Sterne sich alle 69 Stunden bedecken) und die langperiodische Mira im Sternbild Walfisch.

## Zwei Sternschnuppenschwärme
Im Winter sind die zwei hellsten Sternschnuppenschwärme des ganzen Jahres zu beobachten: der Meteorstrom der Geminiden im Dezember und die Quadrantiden im Januar. Am meisten Sternschnuppen fallen in den Morgenstunden von Osten ein, weil wir uns dann mit der Erde ihnen entgegendrehen.
Die der Quadrantiden blitzen zwischen 1. und 5. Januar auf. Das Maximum am 3. Januar zeigt stündlich meist einige Dutzend Sternschnuppen, die aus dem Sternbild Bärenhüter zu kommen scheinen. Ein nur schwacher Schwarm sind hingegen die Virginiden.

## Planeten
Um es zu ermöglichen, auch frühere Planetensichtungen zuzuordnen, werden neben dem aktuellen Jahr auch die Daten der zwei vorangehenden Jahre vorgehalten.

### Planeten im Winter 2021/22
Die Sichtbarkeitsbedingungen der 5 großen Planeten sind in diesem Winter relativ bescheiden.
- Merkur: nach seiner guten Morgensichtbarkeit im November wechselt der flinke Planet jenseits der Sonne auf deren östliche Seite und wird ab Jahresende für 2 Wochen zum zweiten Abendstern neben Venus, der er am 29. Dezember 4° südlich begegnet. Seine größte Elongation erreicht er mit 19,2° am 7. Jänner. Eine Woche später wird er bis Anfang Februar in den Sonnenstrahlen unsichtbar und taucht dann am Morgenhimmel auf. Am 16.2. beträgt sein Sonnenabstand maximale 26°, doch liegt seine Bahn sehr flach zum Horizont. Nur erfahrene Beobachter werden ihn einige Tage vorher tief im Südosten finden.
- Venus wechselt im Jänner relativ rasch vom Abend- zum Morgenhimmel, wird aber erst im Februar gut sichtbar. Am 20. März erreicht sie zwar 47° Elongation, steht aber 1 Stunde vor Sonnenaufgang trotzdem nur 10° hoch im Südosten. Sie bleibt ein halbes Jahr Morgenstern, verbessert aber ihre Sichtbarkeit erst im Sommer merklich.
- Auch Mars kann bei klarer Luft am Morgenhimmel gefunden werden und zieht Anfang 2022 vom Schlangenträger ins südlichste Tierkreis-Sternbild Schütze. Am 13.2. und 12.3. begegnet er dort in 6° bzw. 4° Abstand der Venus. Beide stehen freilich nur wenig über dem Horizont. Im Februar und März geht er etwa 2 Stunden vor der Sonne auf. Den größten Abstand zu ihr wird er erst im Herbst erreichen.
- Jupiter im Wassermann und Saturn im Steinbock verabschieden sich im Jänner vom Abendhimmel und tauchen erst wieder im April bzw. Ende März am Morgenhimmel auf.
- Uranus im Widder ist als Sternchen 6. Größe in der ersten Nachthälfte zu sehen, Neptun im Wassermann wird im Jänner jenseits der Sonne unsichtbar.
- Wie sich die Sichtbarkeit von Komet Leonard entwickelt, wird sich erst zu Jahresbeginn zeigen.

### Planeten im Winter 2020/21

Konjunktionen im Februar 2021, Kopie aus Astronomischer Almanach für Österreich 2021

- Merkur bleibt im Dezember unsichtbar und steht am 20.12. jenseits der Sonne in oberer Kulmination. Ende Jänner gibt es eine sehr gute Abendsichtbarkeit. Nach der unteren Konjunktion am 8.2. folgt zwischen 26.2. und 8.3. eine wenig günstige Morgenphase, am besten etwa 1/2 Stunde vor Sonnenaufgang. Merkur erreicht zwar 27° Elongation, doch liegt die Ekliptik für eine gute Sichtbarkeit zu flach.
- Venus beendet zum Jahreswechsel ihre Morgensichtbarkeit – ihr Sonnenabstand (Elongation) nimmt von 28° auf 20° ab. Am 12.12. begegnet ihr die abnehmende Mondsichel. Im Jänner noch im Fernrohr zu finden, wird sie im Februar unsichtbar.
- Mars am Abendhimmel ist der einzige gut beobachtbare Planet. Er hatte am 14.10. eine günstige Opposition und wandert nun rasch durch die Fische in den Widder. Im Dezember kulminiert er abends in 50° Höhe, was für Fernrohr-Beobachtungen ruhige Luft bedeutet; bei 13" Durchmesser und 150-fach sind noch einige Details seiner rötlichen bis grauen Oberfläche erkennbar. Bis Mitte Februar verschiebt sich die Kulmination auf 17:45 und 60° Höhe, doch misst das Scheibchen nur mehr etwa 7". Am 18./19. Februar überholt ihn der Mond 4° südlich. Im März wandert Mars, langsam schwächer werdend, ostwärts durch das Sternbild Stier, vorbei an Plejaden (3.–6.3.) und Hyaden (16.–22.3.). Am 19.3. begegnet ihm der Mond.
- Jupiter in Schütze und Steinbock ist am frühen Abend noch gut beobachtbar. Am 17.12. morgens wandert die zarte Mondsichel 3° südlich an ihm und an Saturn vorbei. Am 21.12. findet nach 20 Jahren wieder die Große Konjunktion statt, diesmal mit nur 0,1° Abstand zu Saturn!! Anfang Jänner verschwinden die zwei Riesenplaneten in den Sonnenstrahlen.
- Saturn wird im Dezember vom schnelleren Jupiter "überholt"; im Teleskop sind die beiden Planeten vom 18. bis 25.12. gemeinsam im Gesichtsfeld zu sehen, sogar mit 5–9 ihrer  Monde, was erst wieder 2080 eintreten wird.
  - Nachtrag Jänner 2021: Leider war der Himmel fast überall in Mitteleuropa bedeckt. Bilder dieser seltenen Konstellation sind daher in den Webseiten der Astrovereine kaum zu sehen, außer hier (Wien) und hier (Gahberg, Oberösterreich).
- Uranus im Widder (Opposition war am 3.10.) ist im Dezember als Sternchen 6. Größe bis etwa 1 Uhr zu beobachten, im Februar bis ~22 Uhr. Sein Scheibchen von 3.4" ist ab 100x Vergrößerung zu erkennen. Am 21.1. und 17.2. zieht der Mond 3° südlich vorbei, sodass man Uranus leicht findet.
- Neptun im Wassermann steht jenseits der Sonne und bleibt bis Mai unsichtbar.
- Der zweitgrößte Kleinplanet Vesta durchwandert den Löwen und hat seine Opposition am 4. März. Weil sich Vesta derzeit im Perihel ihrer Bahn befindet, erreicht sie mit 5,9 mag ihr absolutes Maximum und ist bei guten Bedingungen sogar freiäugig zu sehen. Vom 4.–9.3. steht sie nur 0,6° nordöstlich von Theta Leonis.

Mondphasen:
- Im Februar letztes Viertel 4.2., Neumond 11.2., Erstes Viertel 19.2., Vollmond 27.2.; bestes Erdlicht am Abend: 13.2.
- Im März: Letztes Viertel 6.3., Neumond 13.3., Erstes Viertel 21.3., Vollmond 28.3. (1 Woche vor Ostern)

### Planeten am Winterhimmel 2019/20
(In Kürze nachgetragen von Geof am 22.11.21)
- Der flinke Merkur war von Ende Jänner bis Mitte Februar am Abendhimmel gut sichtbar und verschwand dann bis April in den Sonnenstrahlen.
- Unser Schwesterplanet Venus baute ihre Abendsichtbarkeit aus und wurde im Westsüdwesten in den sternarmen Bereichen von Steinbock und Wassermann zur auffälligen Erscheinung.
- Der rote Mars wanderte, zunächst noch unauffällig, vom Skorpion in den Schlangenträger und weiter in den Schützen.
- Die Riesenplaneten Jupiter und Saturn tauchten Ende Jänner bzw. Februar am Morgenhimmel auf und zogen langsam durch das Sternbild Schütze. Im März kam es zu einem reizvollen Stellungswechsel mit Mars: Dieser überholte erst Jupiter am 20.3. und dann Saturn am 1. April. Am Morgen des 26.3. standen alle drei Planeten – schon recht auffällig – in der Morgendämmerung innerhalb von nur 7° an der Grenze zum Steinbock.
- Der 1781 entdeckte Uranus wanderte als Sternchen 6. Größe in den abendlichen Widder. Neptun im Wassermann stand 40° weiter rechts im Wassermann.

## Aktuelles von der Sonne
Unser Tagesgestirn gilt zwar seit Kopernikus nicht mehr als Planet („umherstreifend“), doch sei ihr hier für 2014–2017 ein kurzer Absatz gewidmet. Die Sonnenaktivität sollte laut ursprünglichen Voraussagen schon seit 2012/13 abklingen, tat es aber kaum. Sie zeigte 2014 zeitweilig immer noch bis zu 70 Sonnenflecken in jeweils 4–9 Fleckengruppen. Am 13. Dezember 2014 gab es eine Sonnenflecken-Relativzahl von fast 140.
Erst seit Mitte 2015 nahm die Aktivität ab, erreichte aber 2016 noch öfters Relativzahlen bis 100. Anfang 2017 lagen die Maximalwerte für die Beobachtung in einem guten Amateurteleskop bei 90 und sanken bis Jahresende auf etwa 40, wobei es zunehmend auch fleckenfreie Tage gibt. Einen "Ausreißer" bot jedoch der September 2017:
Angesichts des nahenden Minimums (2019?) völlig unerwartet, bildete sich vom 2. bis 5. September aus einer relativ kleinen Fleckengruppe eine riesige vom Typ F, wodurch die Relativzahl auf R=160 hinaufschoss. Es traten auch starke Sonneneruptionen auf sowie ein Röntgenflare X9.3 -- das stärkste seit über 10 Jahren.

Seit Dezember läuft es hingegen wie erwartet: etwa die Hälfte der Tage sind gänzlich fleckenfrei.

## Mondphasen im Winter 2021/22
Von Dezember 2021 bis März 2022 treten die Syzygien zu folgenden Terminen ein:
- Neumond ............ 4.12., 2.1., 1.2., 2.3.
- Erstes Viertel ...... 11.12., 9.1., 8.2., 10.3.
- Vollmond ............. 19.12., 18.1., 16.2., 18.3.
- Letztes Viertel ..... 27.12., 25.1., 23.2., 25.3.

### Sternbedeckungen durch den Mond
Von den monatlich etwa 50 Bedeckungen von Sternen 1. bis 8. Größe werden in astronomischen Jahrbüchern (z. B. Himmelsjahr für Deutschland oder Astronomischer Almanach für Österreich und in der Monatsschrift Sterne und Weltraum) die helleren vorausberechnet. Sie sind – jedenfalls am dunklen Mondrand – mit freiem Auge leicht zu beobachten. Durch die Mondbewegung von etwa 1 km/s verschwindet der Stern schlagartig, was interessante, überraschende Beobachtungserlebnisse verspricht. Bis in die 1990er-Jahre wurden solche Messungen zur Bestimmung von Mondradius und Mondrandprofil verwendet. Bei streifenden Sternbedeckungen können bis heute auch Amateurastronomen zur genauen Vermessung der Mondberge und -Täler beitragen.

## Jahreszeiten
- Frühlingshimmel, Sommerhimmel, Herbsthimmel, Winterhimmel
- Himmelsbeobachtung